# Halde Brassert I/II

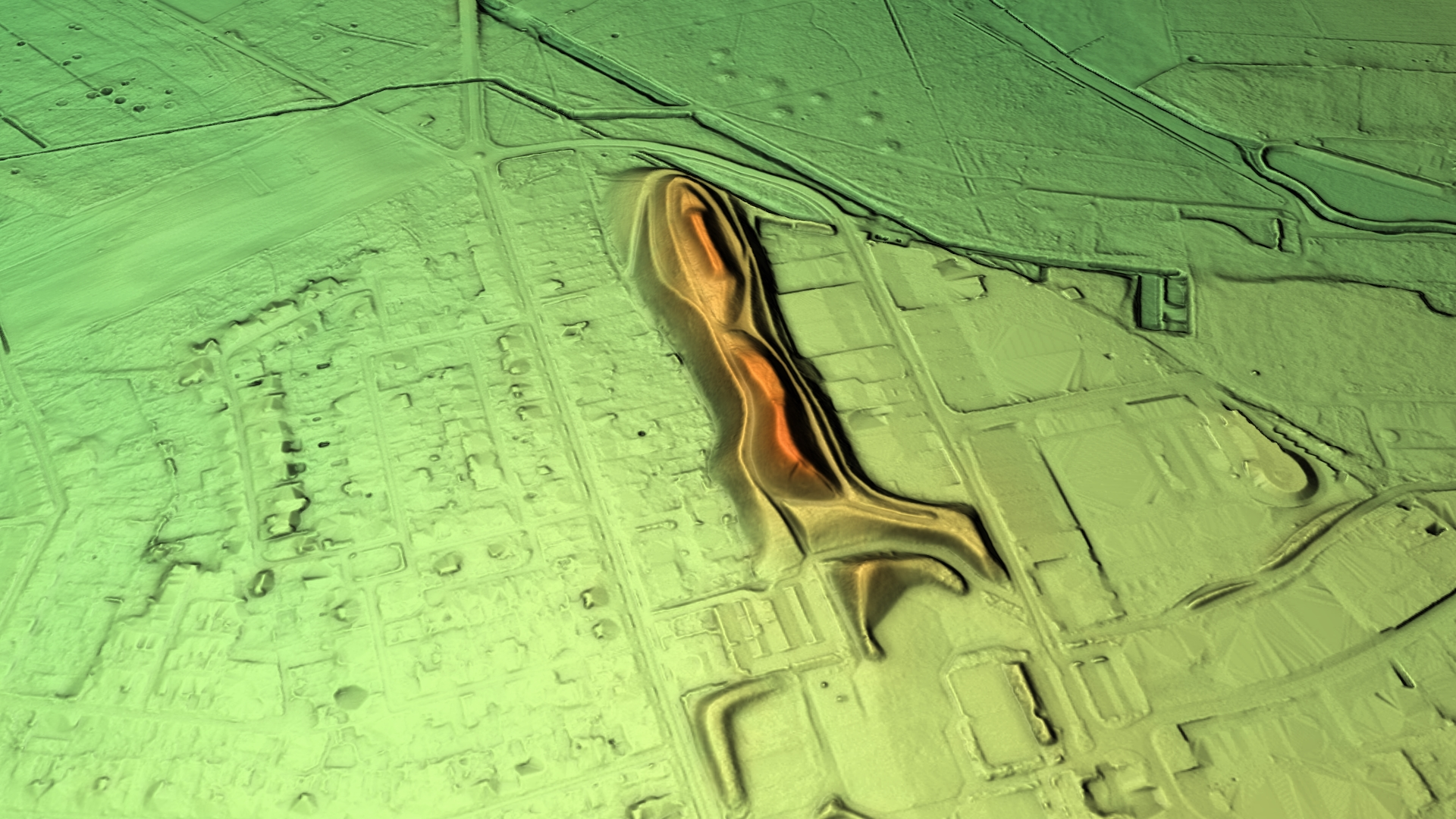
3D-Ansicht des digitalen Geländemodells

Die Halde Brassert III ist eine Bergehalde in Brassert. Hier wurde Bergematerial von Schacht I/II der Zeche Brassert deponiert. Der Teil östlich der Brasserstraße und westlich der Zechenstraße ist erhalten, der östliche Teil wurde später abgetragen und eine Gewerbefläche eingerichtet. Der verbliebene Rest hat eine Fläche von 4,3 ha und erstreckt sich über eine Länge von etwa 450 Metern von Nord nach Süd. Ihr höchster Punkt liegt 67 Meter über dem Meeresspiegel und etwa 15 bis 18 Meter über dem umliegenden Gelände. Etwa 1,5 km entfernt befindet sich die Halde Brassert III.